# World Rally Car
Le World Rally Car erano vetture da rally che hanno partecipato al campionato del mondo rally organizzato dalla Federazione Internazionale dell'Automobile (FIA) dal 1997 al 2021, nonché la massima espressione di vetture da rally nel periodo della loro esistenza.
Queste vetture, che inizialmente sono in un certo senso "vincolati" al World Rally Championship, sono comunque oggetto di deroghe dalle federazioni nazionali (in Italia ACI-CSAI, acronimo di Automobile Club d'Italia-Commissione Sportiva Automobilistica Italiana) per autorizzarne l'utilizzo in alcuni campionati: in Italia, le World Rally Car sono ammesse nel Campionato Italiano WRC, nei Rally Ronde e nell'International Rally Cup, quest'ultima una serie non ufficiale, ovvero un challenge privato.

## Regolamento

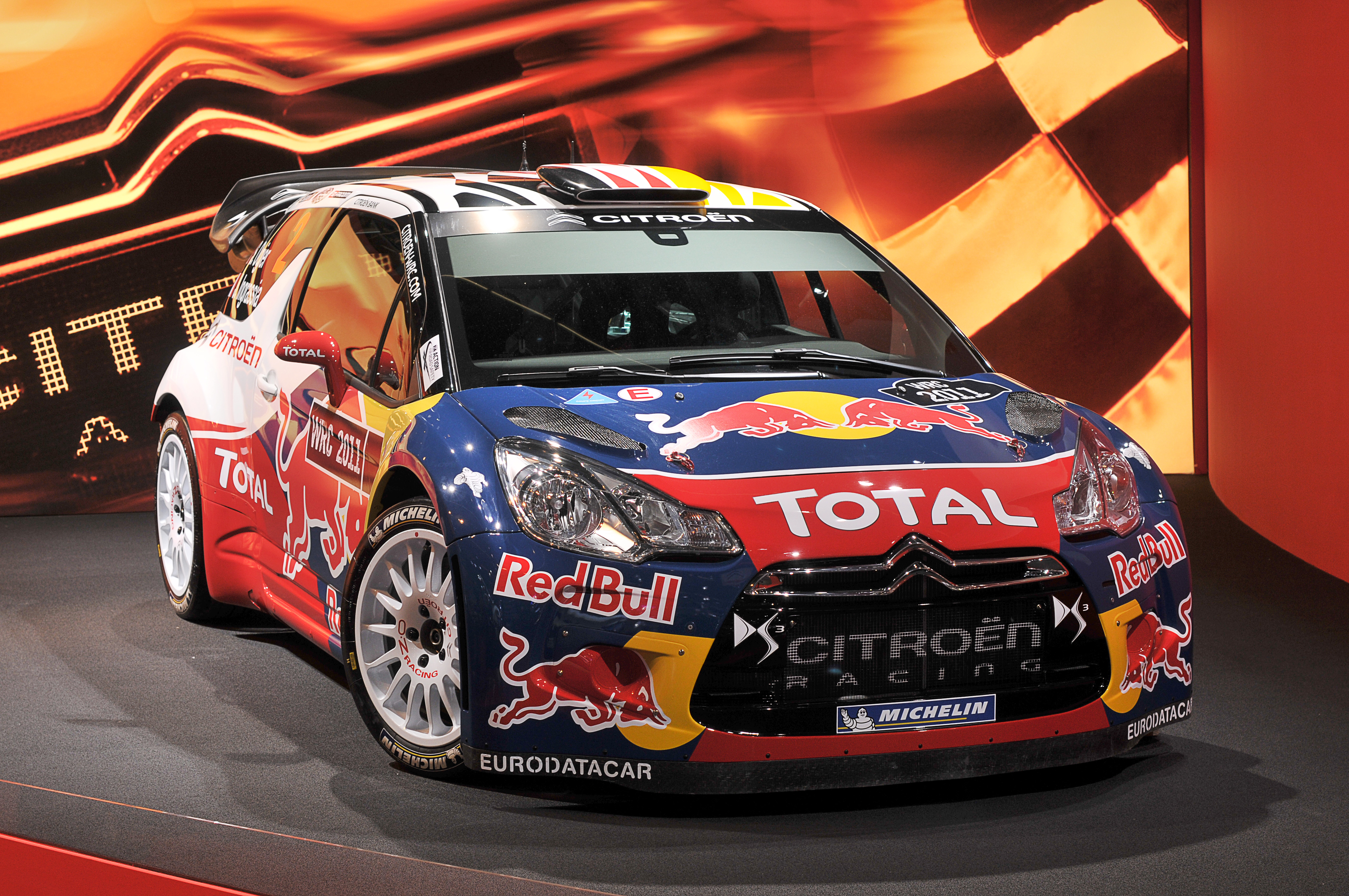
La Citroën DS3 WRC, alla sua presentazione nel 2011 con 10 vittorie su 13 gare si è aggiudicata il mondiale WRC 2011.

Il regolamento tecnico relativo alle vetture WRC fu introdotto dalla FIA nel 1997 al fine di favorire l'arrivo di nuovi costruttori nel campionato del mondo rally riducendo, rispetto alle vetture del Gruppo A, i vincoli legati alla produzione di serie. Il peso a vuoto di queste vetture è di 1230 kg. Le vetture WRC inizialmente prevedevano un motore 2000 turbo a benzina con potenze nell'ordine dei 330-340 cavalli, ma dal 2011 il regolamento è stato cambiato portando la cilindrata a 1600 cm³. La potenza sviluppata dalle WRC 1600 è circa 300-310 cavalli.

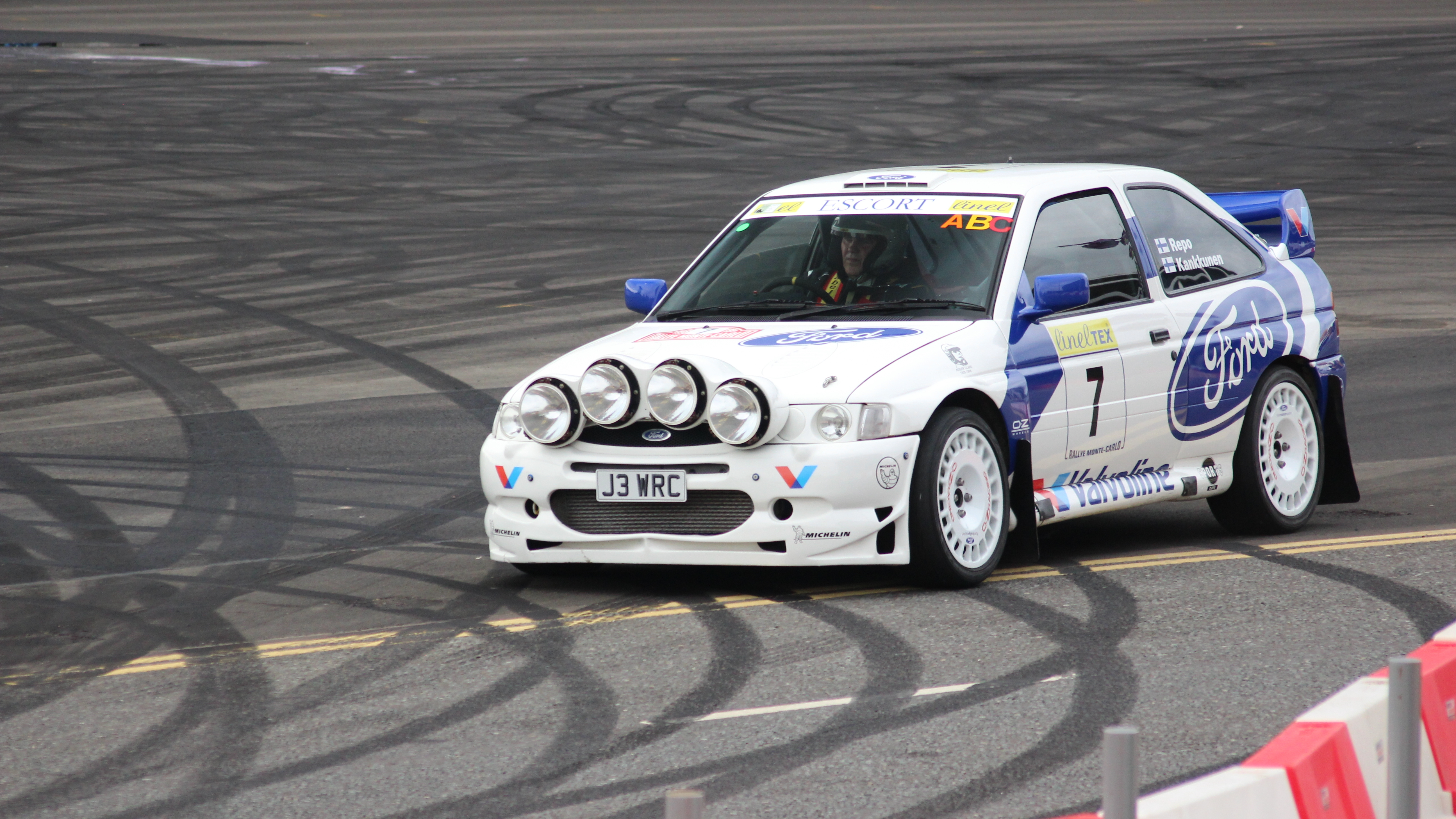
Ford Escort WRC, una delle prime vetture di tale tipologia introdotta nel 1997

In ambo i casi la caratteristica peculiare di questi motori non è la potenza ma la quantità di coppia sviluppata. Le vetture WRC sono dotate di trazione integrale anche se nel modello di serie da cui derivano non è prevista. Il cambio è di tipo sequenziale ad innesti frontali non sincronizzato con numero di rapporti a scelta del costruttore (generalmente 6 marce). I rapporti come in tutte le vetture da rally sono decisamente corti rispetto agli standard delle vetture stradali e da competizione su pista, la velocità massima raggiungibile è di circa 190–200 km/h. Sulle WRC 2000 il cambio era a comando elettroidraulico tramite un palette dietro al volante, mentre nelle nuove WRC 1600 non è permesso, per cui sono dotate di un comando meccanico a leva identico a quello utilizzato nel regolamento Super 2000. Nel regolamento è permesso allargare la carreggiata fino ad un limite ben definito, ed è quindi anche permesso sostituire parti di carrozzeria del modello di serie da cui è derivata la vettura con altre più adatte. I cerchi sono di 18 pollici su asfalto e di 15 pollici su sterrato. Come per tutte le auto turbo presenti nei Rally le WRC sono dotate dell'ALS (Anti-Lag System) che mantiene la turbina in pressione anche in fase di decelerazione generando i classici scoppi.

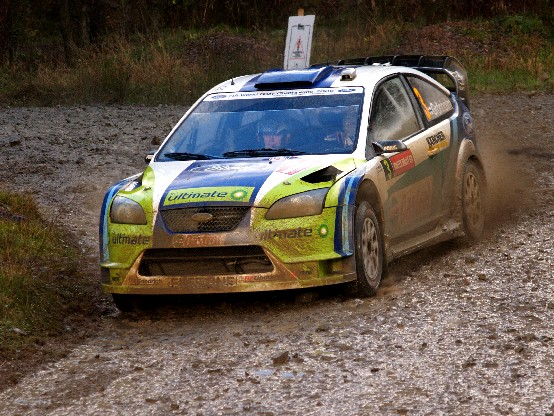
Una Ford Focus WRC del 2006 al Rally del Galles guidata da Marcus Gronholm, con 44 vittorie nel mondiale WRC

Il processo di omologazione di una World Rally Car prevede che solo ed esclusivamente un costruttore (casa automobilistica) possa chiedere alla FIA di omologare una WRC; la vettura prescelta per la “mutazione” deve essere già omologata precedentemente in Gruppo A, per poi richiedere la variante da A8 ad A8 WRC; il modello prescelto dalla Casa deve essere prodotto in almeno 2.500 esemplari all'anno e deve appartenere ad una gamma di vetture prodotte in almeno 25.000 esemplari; la vettura deve essere inoltre lunga almeno 4 metri e deve appartenere ad una famiglia di vetture ognuna lunga almeno 3,75 m.

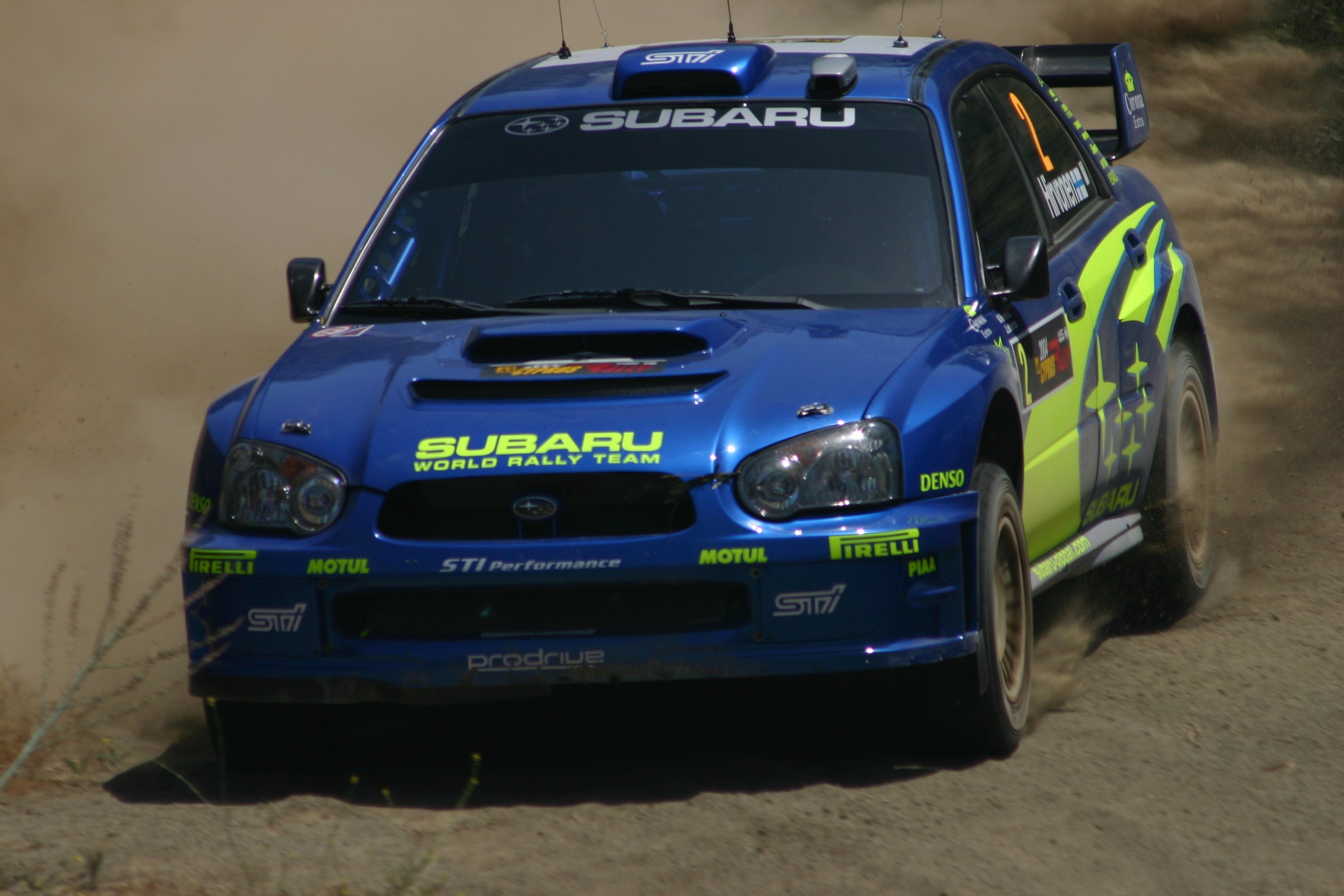
Una Subaru Impreza WRC del 2004 al rally di Cipro guidata da Mikko Hirvonen, con 35 vittorie nel mondiale WRC

Le norme sulla sicurezza della vettura sono estremamente rigide, soprattutto per evitare il ripetersi di nefasti incidenti come quelli avvenuti durante gli anni in cui gareggiavano vetture "Gruppo B" (come l'italiana Lancia Delta S4, la Peugeot 205 T16 e la Ford RS200).
Dopo aver attraversato positivamente tutta questa trafila, la vettura in variante WRC deve essere prodotta in almeno 10 esemplari (solo i particolari che fanno parte del kit WRC sono soggetti a questo minimo di produzione imposto dalla Federazione Internazionale dell'Automobile) e deve superare la severa ispezione del responsabile del servizio Tecnico incaricato dalla FIA. Superata quest'ultima verifica “tecnica”, l'esistenza della WRC è finalmente riconosciuta.
Dalla stagione 2011 le WRC adottano solo il motore 1600 cm³ turbo come la Citroën DS3 WRC, la Ford Fiesta RS WRC e la Mini Countryman WRC. Nel 2013 è stata introdotta la Volkswagen Polo R WRC. Il 2014 ha visto l'entrata di una nuova vettura, la Hyundai i20 WRC. Dal 2017 è cambiato di nuovo il regolamento, con l'arrivo delle vetture WRC Plus (o WRC 2017-spec) al posto delle vecchie WRC: queste nuove auto hanno un regolamento simile alle precedenti, sono sempre 1600 turbo ma con una potenza di circa 380 CV, permettono appendici aerodinamiche molto più sviluppate e reintroducono il differenziale a controllo elettronico. Per l'anno 2017 è tornata la Toyota, con la Yaris WRC.

## Modalità di partecipazione al campionato

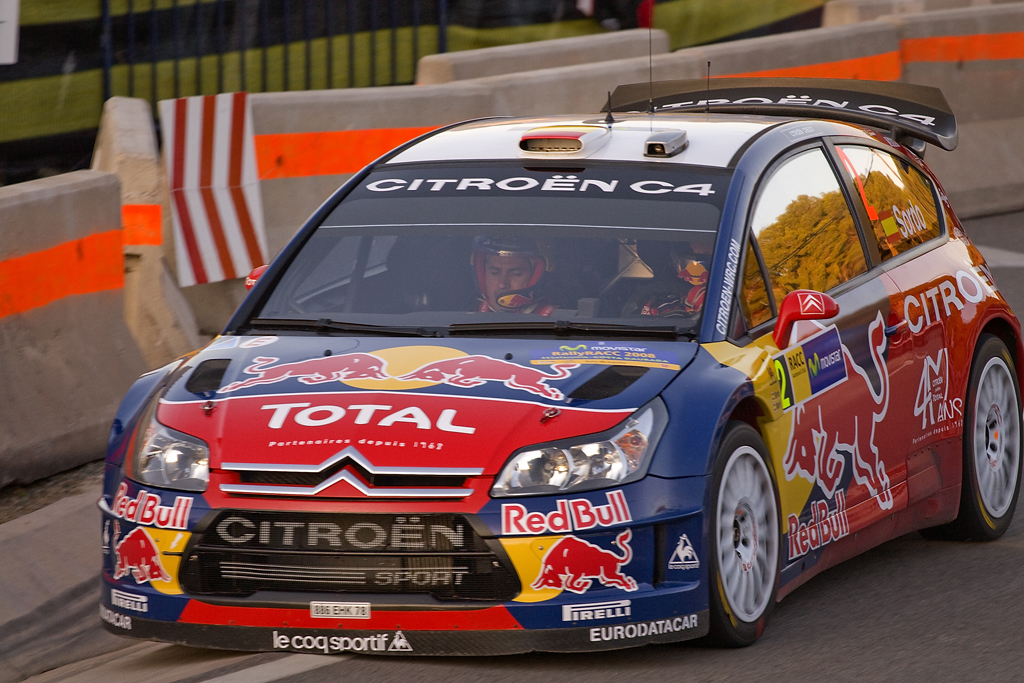
Una Citroën C4 WRC del 2008 al rally di Catalunya guidata da Dani Sordo, con 36 vittorie nel mondiale WRC.

Una volta ottenuta l'omologazione, la Casa automobilistica potrà prendere parte alle gare del Mondiale Rally, ma solo se accetterà le condizioni imposte della FIA, che sono: la vettura deve garantire la presenza con due esemplari in tutte le gare del campionato del mondo rally FIA, in modo tale da standardizzare il “WRC Pack”, ossia la produzione televisiva a cura della International Sportsworld Communicators, la società detentrice dei diritti commerciali del Mondiale Rally. Questa “mediatizzazione” agevolerà il compito degli addetti al marketing delle varie case, che potranno quindi proporsi agli sponsor più facilmente, vista la visibilità che si avrebbe partecipando a tutto il campionato del mondo.
Un altro modo è iscriversi alla serie come "Costruttore 2" (letteralmente da "Manufacturer 2"), ovvero la partecipazione obbligatoria ad almeno 10 appuntamenti della stagione.

## Vetture WRC
Le vetture WRC furono introdotte per la prima volta nel campionato del mondo rally 1997, al 2018 esse sono state dunque protagoniste di 22 edizioni del mondiale WRC e 305 gare.
| Costruttore | Vettura                        | 97 | 98 | 99 | 00 | 01 | 02 | 03 | 04 | 05 | 06 | 07 | 08 | 09 | 10 | 11 | 12 | 13 | 14 | 15 | 16 | 17 | 18 | Vittorie | Tot. | Note   |
| ----------- | ------------------------------ | -- | -- | -- | -- | -- | -- | -- | -- | -- | -- | -- | -- | -- | -- | -- | -- | -- | -- | -- | -- | -- | -- | -------- | ---- | ------ |
| Citroën     | Citroën Xsara Kit Car          |    |    | 2  |    |    |    |    |    |    |    |    |    |    |    |    |    |    |    |    |    |    |    | 2        | 99   | [ 4 ]  |
| Citroën     | Citroën Xsara WRC              |    |    |    |    | 1  | 1  | 4  | 7  | 11 | 8  |    |    |    |    |    |    |    |    |    |    |    |    | 32       | 99   | [ 4 ]  |
| Citroën     | Citroën C4 WRC                 |    |    |    |    |    |    |    |    |    |    | 8  | 11 | 7  | 10 |    |    |    |    |    |    |    |    | 36       | 99   | [ 4 ]  |
| Citroën     | Citroën DS3 WRC                |    |    |    |    |    |    |    |    |    |    |    |    |    |    | 10 | 10 | 3  |    | 1  | 2  |    |    | 26       | 99   | [ 4 ]  |
| Citroën     | Citroën C3 WRC                 |    |    |    |    |    |    |    |    |    |    |    |    |    |    |    |    |    |    |    |    | 2  | 1  | 3        | 99   | [ 4 ]  |
| Ford        | Ford Escort WRC                | 2  |    |    |    |    |    |    |    |    |    |    |    |    |    |    |    |    |    |    |    |    |    | 2        | 61   | [ 5 ]  |
| Ford        | Ford Focus WRC/RS WRC          |    |    | 2  | 3  | 3  | 3  | 2  | 3  |    | 8  | 8  | 4  | 5  | 3  |    |    |    |    |    |    |    |    | 44       | 61   | [ 5 ]  |
| Ford        | Ford Fiesta RS WRC             |    |    |    |    |    |    |    |    |    |    |    |    |    |    | 3  | 3  |    |    |    |    |    |    | 6        | 61   | [ 5 ]  |
| Ford        | Ford Fiesta WRC                |    |    |    |    |    |    |    |    |    |    |    |    |    |    |    |    |    |    |    |    | 5  | 4  | 9        | 61   | [ 5 ]  |
| Subaru      | Subaru Impreza WRC             | 8  | 3  | 6  | 3  | 1  | 2  | 4  | 5  | 3  |    |    |    |    |    |    |    |    |    |    |    |    |    | 35       | 35   | [ 6 ]  |
| Volkswagen  | Volkswagen Polo R WRC          |    |    |    |    |    |    |    |    |    |    |    |    |    |    |    |    | 10 | 12 | 12 | 9  |    |    | 43       | 43   | [ 7 ]  |
| Peugeot     | Peugeot 206 WRC                |    |    |    | 6  | 6  | 8  | 4  |    |    |    |    |    |    |    |    |    |    |    |    |    |    |    | 24       | 27   | [ 8 ]  |
| Peugeot     | Peugeot 307 WRC                |    |    |    |    |    |    |    | 1  | 2  |    |    |    |    |    |    |    |    |    |    |    |    |    | 3        | 27   | [ 8 ]  |
| Mitsubishi  | Mitsubishi Lancer Evo IV       | 4  | 1  |    |    |    |    |    |    |    |    |    |    |    |    |    |    |    |    |    |    |    |    | 5        | 19   | [ 9 ]  |
| Mitsubishi  | Mitsubishi Lancer Evo V        |    | 4  |    |    |    |    |    |    |    |    |    |    |    |    |    |    |    |    |    |    |    |    | 4        | 19   | [ 9 ]  |
| Mitsubishi  | Mitsubishi Carisma GT Evo IV   |    | 1  |    |    |    |    |    |    |    |    |    |    |    |    |    |    |    |    |    |    |    |    | 1        | 19   | [ 9 ]  |
| Mitsubishi  | Mitsubishi Carisma GT Evo V    |    | 1  |    |    |    |    |    |    |    |    |    |    |    |    |    |    |    |    |    |    |    |    | 1        | 19   | [ 9 ]  |
| Mitsubishi  | Mitsubishi Lancer Evo VI       |    |    | 4  | 1  |    |    |    |    |    |    |    |    |    |    |    |    |    |    |    |    |    |    | 5        | 19   | [ 9 ]  |
| Mitsubishi  | Mitsubishi Lancer Evo 6.5      |    |    |    |    | 3  |    |    |    |    |    |    |    |    |    |    |    |    |    |    |    |    |    | 3        | 19   | [ 9 ]  |
| Toyota      | Toyota Corolla WRC             |    | 3  | 1  |    |    |    |    |    |    |    |    |    |    |    |    |    |    |    |    |    |    |    | 4        | 11   | [ 10 ] |
| Toyota      | Toyota Yaris WRC               |    |    |    |    |    |    |    |    |    |    |    |    |    |    |    |    |    |    |    |    | 2  | 5  | 7        | 11   | [ 10 ] |
| Hyundai     | Hyundai i20 WRC                |    |    |    |    |    |    |    |    |    |    |    |    |    |    |    |    |    | 1  |    |    |    |    | 1        | 10   | [ 11 ] |
| Hyundai     | Hyundai New Generation i20 WRC |    |    |    |    |    |    |    |    |    |    |    |    |    |    |    |    |    |    |    | 2  |    |    | 2        | 10   | [ 11 ] |
| Hyundai     | Hyundai i20 Coupe WRC          |    |    |    |    |    |    |    |    |    |    |    |    |    |    |    |    |    |    |    |    | 4  | 3  | 7        | 10   | [ 11 ] |
|             |                                | 97 | 98 | 99 | 00 | 01 | 02 | 03 | 04 | 05 | 06 | 07 | 08 | 09 | 10 | 11 | 12 | 13 | 14 | 15 | 16 | 17 | 18 | Vittorie | Tot. | Note   |

aggiornata al 31 dicembre 2018 (ultimo rally disputato: Rally d'Australia 2018)

### Altre
- SEAT Córdoba WRC (1998-2000)
- Škoda Octavia WRC (1999-2003)
- Hyundai Accent WRC (2000-2003)
- Mitsubishi Lancer WRC (2001-2005)
- Škoda Fabia WRC (2003-2006)
- Suzuki SX4 WRC (2007-2008)
- Mini John Cooper Works WRC (2011-2013)